# Ключевский сельсовет (Пензенская область)
Ключевский сельсовет — муниципальное образование со статусом сельского поселения в Малосердобинском районе Пензенской области Российской Федерации.
Административный центр — село Ключи.

## История
Статус и границы сельского поселения установлены Законом Пензенской области от 2 ноября 2004 года № 690-ЗПО «О границах муниципальных образований Пензенской области».

## Население
| 2002 | 2010 | 2012 | 2013 | 2014 | 2015 | 2016 |
| ---- | ---- | ---- | ---- | ---- | ---- | ---- |
| 535  | ↘470 | ↗473 | ↘460 | ↘447 | ↘435 | ↘434 |
| 2017 | 2018 | 2021 |      |      |      |      |
| →434 | ↗437 | ↘404 |      |      |      |      |

## Состав сельского поселения
| № | Населённый пункт | Тип населённого пункта       | Население |
| - | ---------------- | ---------------------------- | --------- |
| 1 | Александровка    | село                         | ↘0        |
| 2 | Большая Чернавка | село                         | ↘1        |
| 3 | Ключи            | село, административный центр | ↘403      |